# 宝顶镇
宝顶镇，是中华人民共和国重庆市大足区下辖的一个乡镇级行政单位。

## 歷史沿革[2][3]
民國17年（1928）析回龍鄉地置香山鄉，以香山場為名。1958年為公社，“文化大革命”中更名東方紅公社，1977年改稱寶頂公社。1984年稱鄉，1993年改建為鎮。2002年新設香山街居委。2003年合併化龍鄉，同時並村：並山王、佛祖入香山街居委，五十梯入車家村，柏坪、龍神入古佛村，天元、譚廟入慈航村，三家廟入鐵馬村，斑竹入荷葉村，大石入東嶽村，通遠、寨子入倒廟村。古林、天宮2村不變。鎮治由香山社區遷慈航村。2005年轄9村1居委。2010年改慈航村為慈航社區。2011年轄8村（車家、古佛、鐵馬、荷葉、東嶽、倒廟、古林、天宮），2社區（香山、慈航）。
- 舊寶頂鄉（9）：山王村、佛祖村、五十梯村、車家村、古林村、古佛村、白坪村、龍神村、天宮村
- 舊化龍鄉（12）：慈航村、鐵馬村、荷葉村、大石村、東嶽村、天元村、倒座廟村、斑竹村、三家廟村、通遠村、寨子村、譚廟村

## 行政区划
宝顶镇下辖以下地区：
香山街社区、慈航社区、车家村、古林村、古佛村、天宫村、铁马村、荷叶村、东岳村和倒庙村。

### 寶頂鎮2003年調整的區劃[5]
- 一、將原香山街、山王村、佛祖村合併為一個居委會，名為香山街社區居委會；
- 二、將原五十梯村、車家村合併為一個村，名為車家村；
- 三、將原古佛村、柏坪村、龍神村合併為一個村，名為古佛村；
- 四、保留古林村、天宮村及原名。

### 化龙乡2003年調整的區劃[6]
- 一、將原慈航村、天元村和譚廟村合併為一個村，名為慈航村；
- 二、將原鐵馬村、三家廟村合併為一個村，名為鐵馬村；
- 三、將原荷葉村、斑竹村合併為一個村，名為荷葉村；
- 四、將原大石村、東嶽村合併為一個村，名為東嶽村；
- 五、將原倒廟村、通遠村和寨子村合併為一個村，名為倒廟村。